# مرصد جبل سترملو

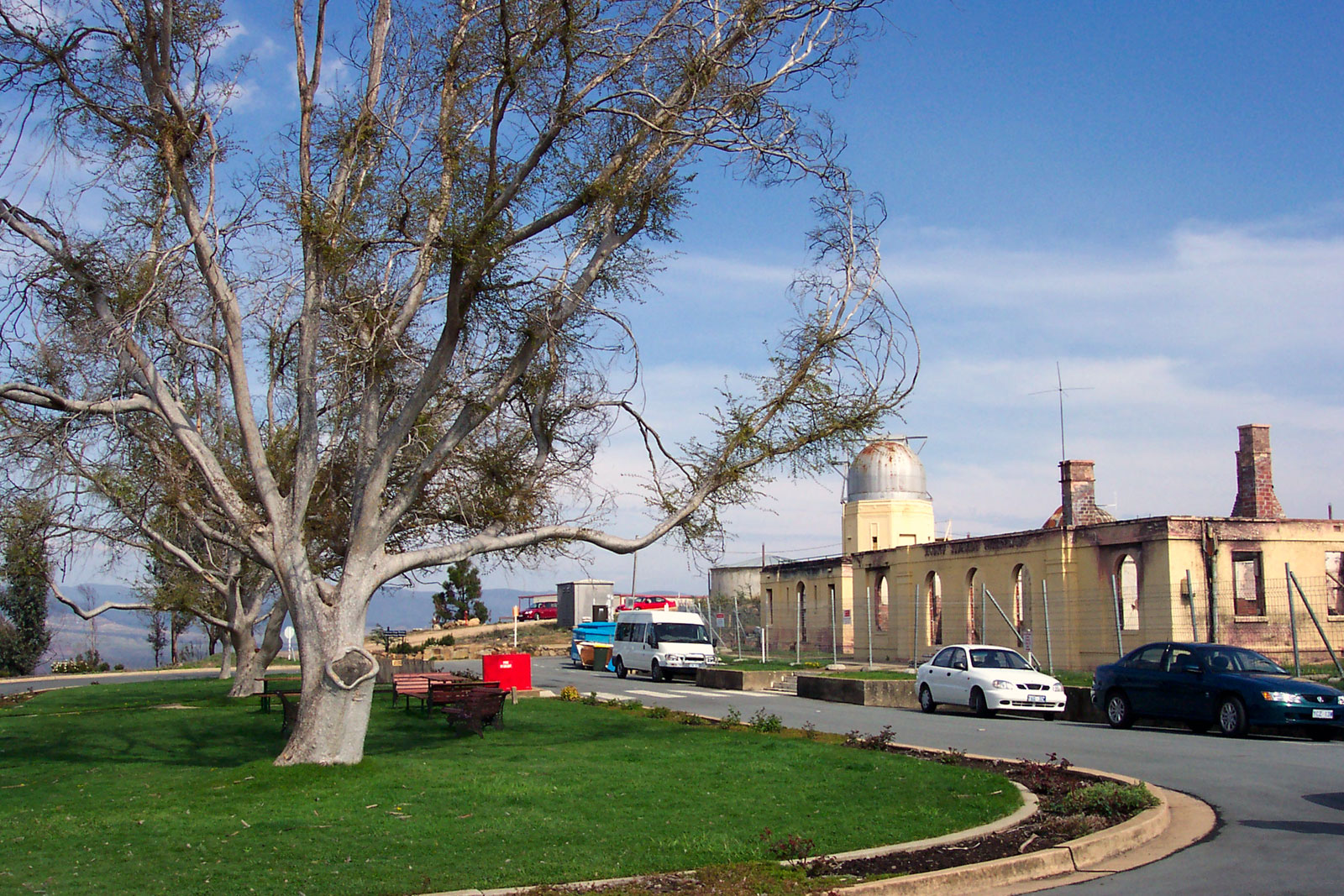
مرصد جبل سترملو.

مرصد جبل سترملو (بالإنجليزية: Mount Stromlo Observatory)‏، هو مرصد فلكي يقع في كانبرا في أستراليا وهو فرع من مدرسة أبحاث الفلك والفيزياء في الجامعة الوطنية الأسترالية. تم تأسيس المرصد عام 1924 كمقراب شمسي.